# Krummensee (Adelsgeschlecht)

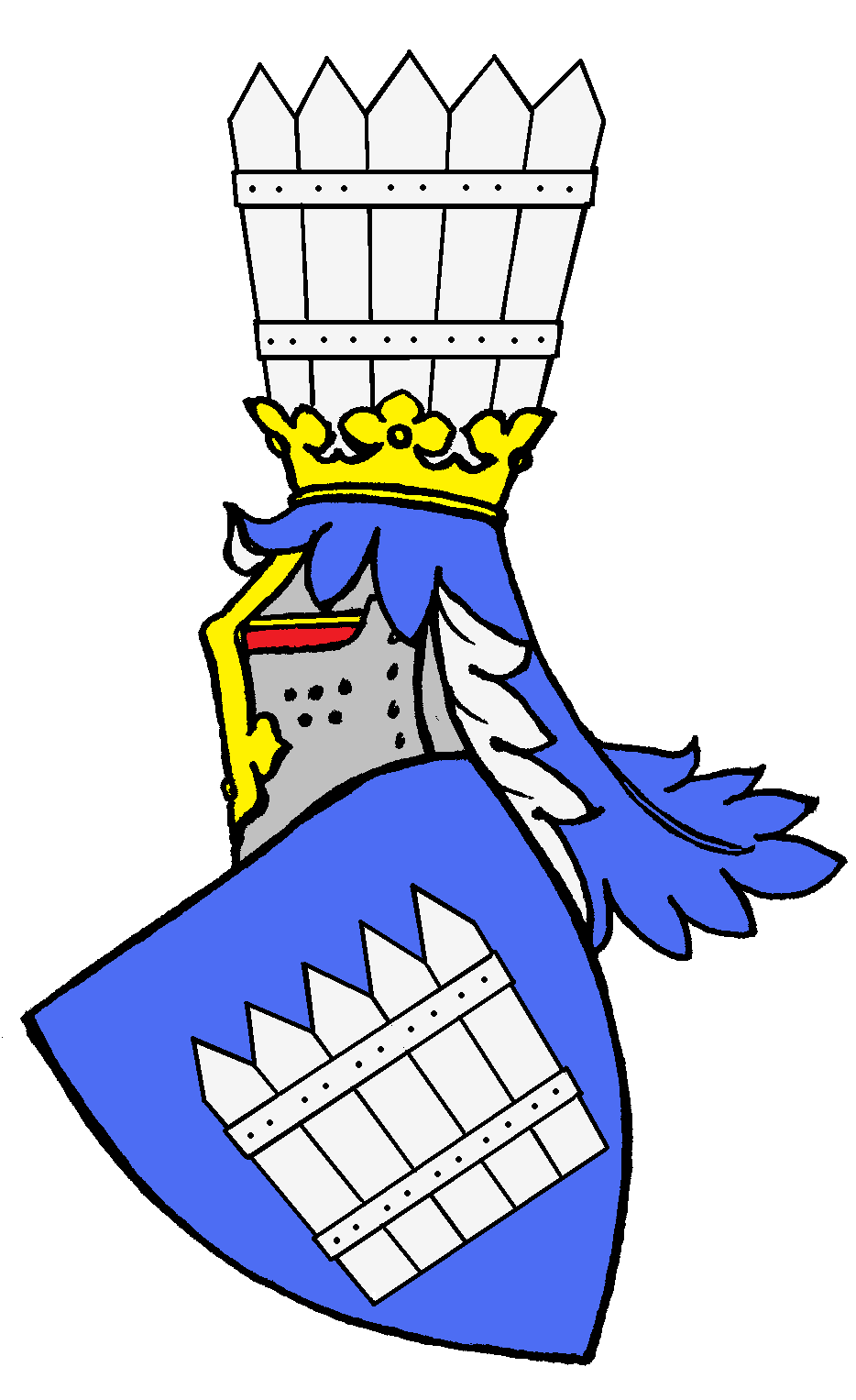
Wappen derer von Krummensee

Die von Krummensee (Grummensche) waren ein altes, ursprünglich meißnisches Adelsgeschlecht.

## Herkunft
Die von Krummensee gehörten nicht zum Gefolge der Brandenburger Markgrafen, sondern waren wahrscheinlich mit den Meißner Markgrafen in den Barnim gekommen. Ihr Hauptsitz, das Dorf Krummensee nahe Altlandsberg, liegt im östlichen Teil des Barnims. Es wird angenommen, dass sie hier den Namen Krummensee aus dem im Teltow, südlich von Königs Wusterhausen, gelegenen Krummensee übertrugen. Beide Dörfer liegen in dem Gebiet, das der Markgraf von Meißen gegen Ende des 12. Jahrhunderts eroberte.
Die Krummensees waren weitläufig mit dem skandinavischen Königs- und norddeutschen Fürstengeschlecht der Glücksburger verwandt.

## Grundbesitz
1409 kommen sie durch eine Pfändung oder Kauf in den Besitz der Stadt Altlandsberg. In den folgenden 120 Jahren bringen sie – zum Teil nur zeitweise, manche Dörfer auch nur teilweise – über ein weiteres Dutzend Dörfer auf dem Barnim in ihren Besitz, darunter die Dörfer Wegendorf, Wesendahl, Buchholz, Bruchmühle, Hirschfelde, Lichtenrade, Dahlwitz, Eiche, Helmsdorf, Hellersdorf, Kaulsdorf, Vogelsdorf, Beiersdorf, Ruhlsdorf, Neuenhof, Neuenhagen, Blumberg, Eggersdorf, Schöneiche und Kleinschönebeck.

## Bekannte Daten

### Mittelalter

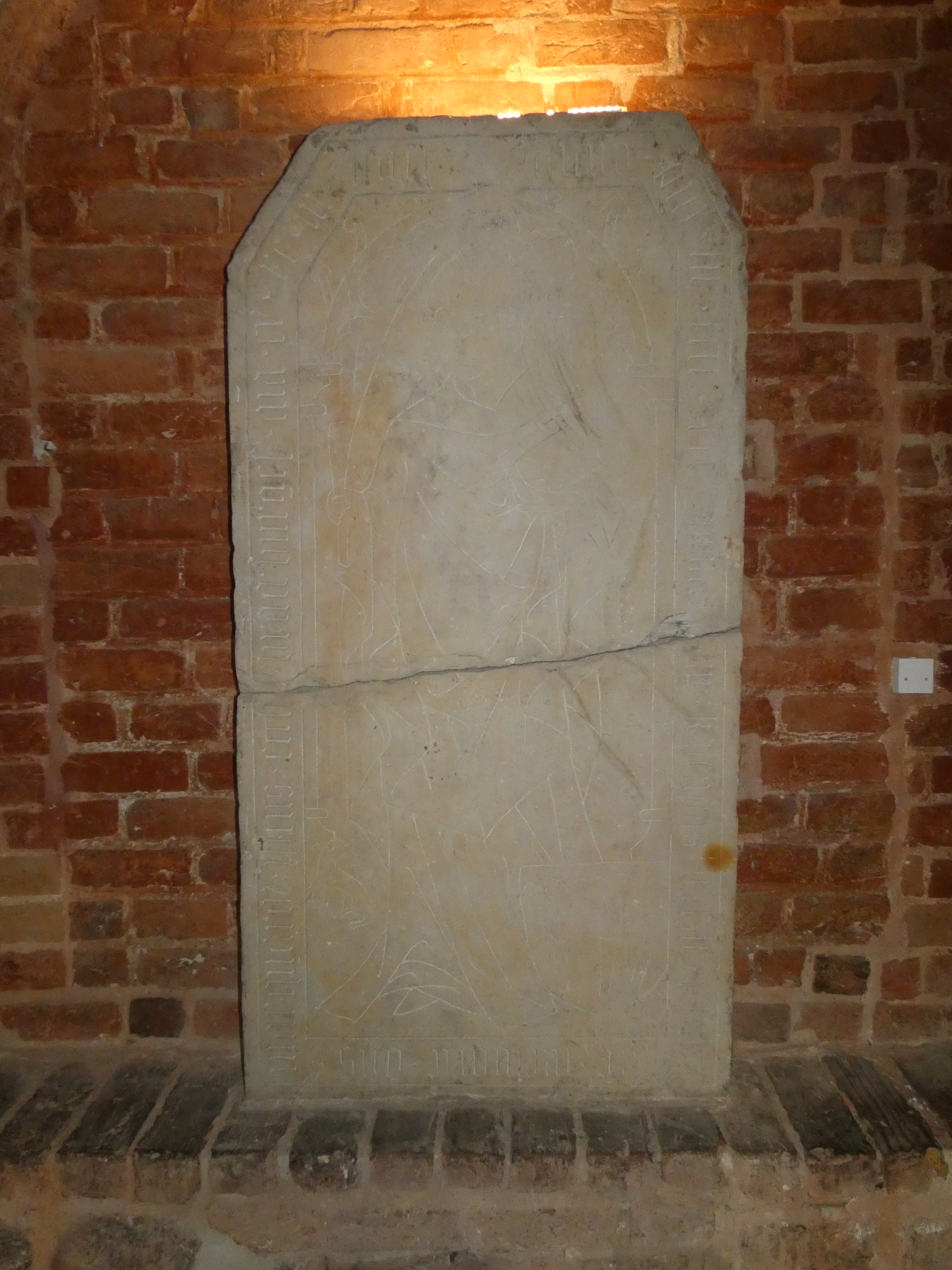
Grabplatte mit Darstellung Marquard von Krummensee, Dom zu Brandenburg

Der erste Stammsitz der Familie von Krummensee war das Dorf Krummensee (erste urkundliche Erwähnung 1241). Im Jahre 1375 wurden die von Krummensees dann als Haupteigner des Ortes Rosenthal im Landbuch der Mark Brandenburg erwähnt. Bestätigt wurde der Besitz 1416 und 1451, schließlich wurde Rosenthal 1547 oder 1557 verkauft. Im Landbuch der Mark Brandenburg werden die Krummensees nun das erste Mal urkundlich erwähnt. Im Jahr 1409 nahmen sie die Stadt Altlandsberg in Besitz. 1412 stirbt der Dompropst Marquard von Krummensee und wird im Brandenburger Dom beigesetzt. 1416 wird das „wuste dorff hewerstofff“ (Hellersdorf) den Gebrüdern von Krummensee zu Altlandsberg übereignet.
Am 17. Januar 1444 beleiht Kurfürst Friedrich II. Eisenzahn Arnd, Cuno und Kersten sowie deren Vetter Heinrich von Krummensee mit dem halben Dorfe Buchholz. Ab 1472 gehört Wegendorf den Krummensees nahezu komplett. Am 25. Oktober 1472 schließlich wird Krummensee mit Krummensee, Stadt und Schloss Alt-Landsberg und mit allen Besitzungen „item das wuste velt czu helwerstorf“ (Hellersdorf) von Kurfürst Albrecht an Heinrich Ebel, Hans Matthes und Henning belehnt. Am 9. Februar 1482 kommen auch noch die Dörfer Wesenthal und Buchholz hinzu, die Markgraf Johann den Söhnen des Ebel von Krummensee zu Altlandsberg beleiht. Im selben Jahr am 4. Juni verleiht Markgraf Johann seinem Hofrichter Peter Brackow das Burglehen, das zuvor Henning von Krummensee in Berlin besessen hatte. Zwei Jahre später gab Markgraf Johann seinem Hofjunker Arndt von Krummensee und der Hofjungfrau seiner Gemahlin, Anna von Brandenstein, am 14. Februar die Dörfer Dahlwitz, Ruhlsdorf, Neuenhagen, Neuenhof, Schönbeck (Kleinschönebeck) und die wüste Dorfstätte Hellersdorf als Mitgift. Diese schlugen den Ort dem Gut Eiche zu und nutzten die Fläche vorrangig als Schäferei. 1499 sind „Cristoff, Arndt, Hanns, Georg, Albrecht (nicht gesworn), Bruder, alle von Crumensee zu Landeszberg vnd Crumensee“ eingetragen im Register der Lehnsleute, welche dem Kurfürsten Joachim und dem Markgrafen Albrecht in Berlin huldigten und ihre Lehen empfingen. Am 9. April 1518 erlaubt Kurfürst Joachim I. Nestor seinem Hausvogt Hans von Krummensee, den Kalandsbrüdern eine jährliche Rente von sechs Gulden aus dem Krug von Schönfließ zu verschreiben.

### Frühe Neuzeit

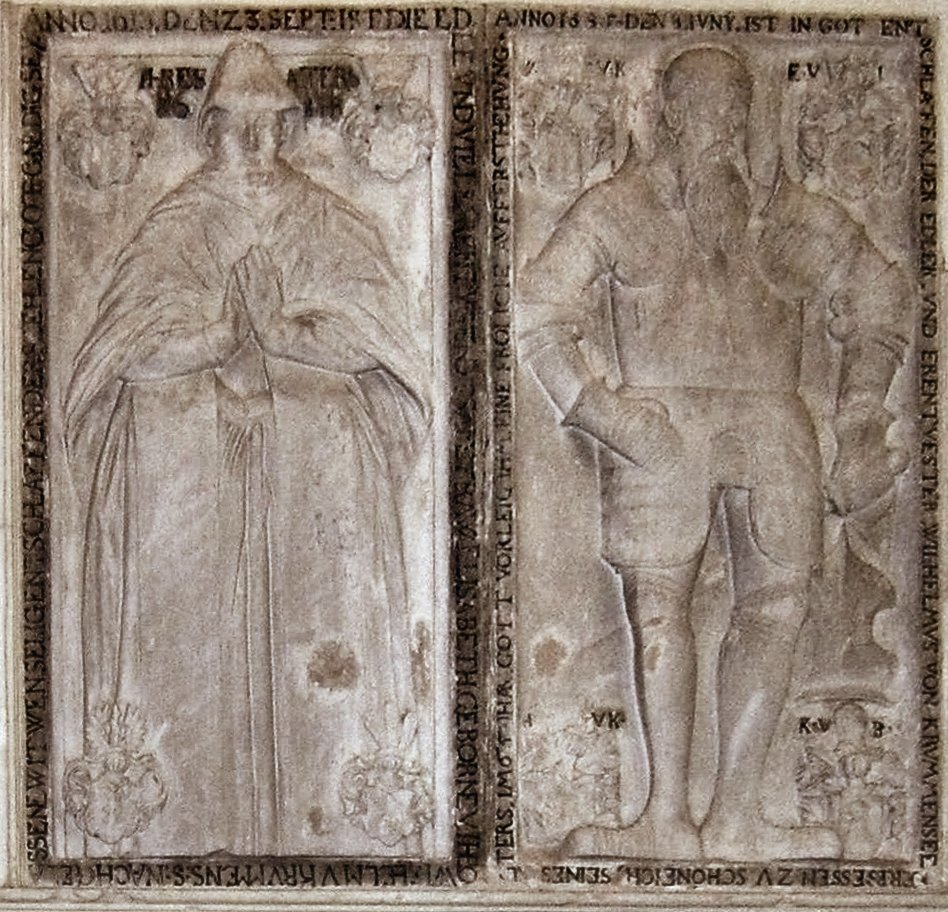
Grabplatten Elisabeth und Wilhelm von Krummensees in der Schlosskirche von Schöneiche

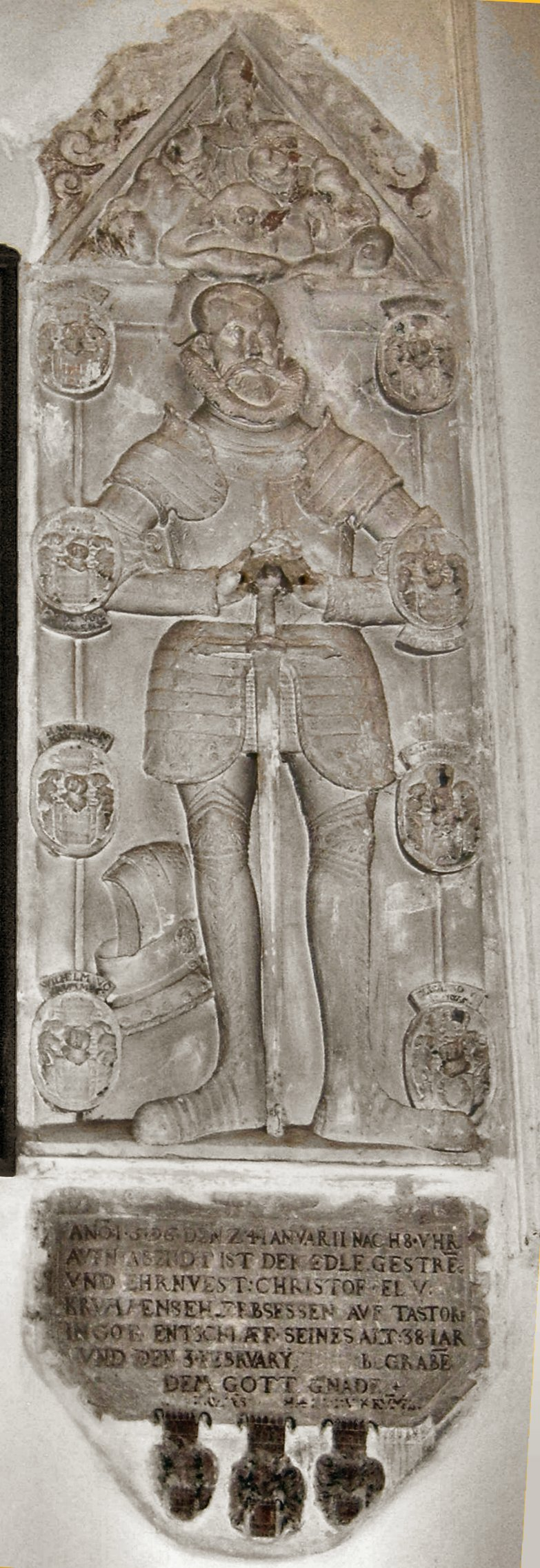
Epitaph Christoffel von Krummensees in der Schlosskirche von Schöneiche

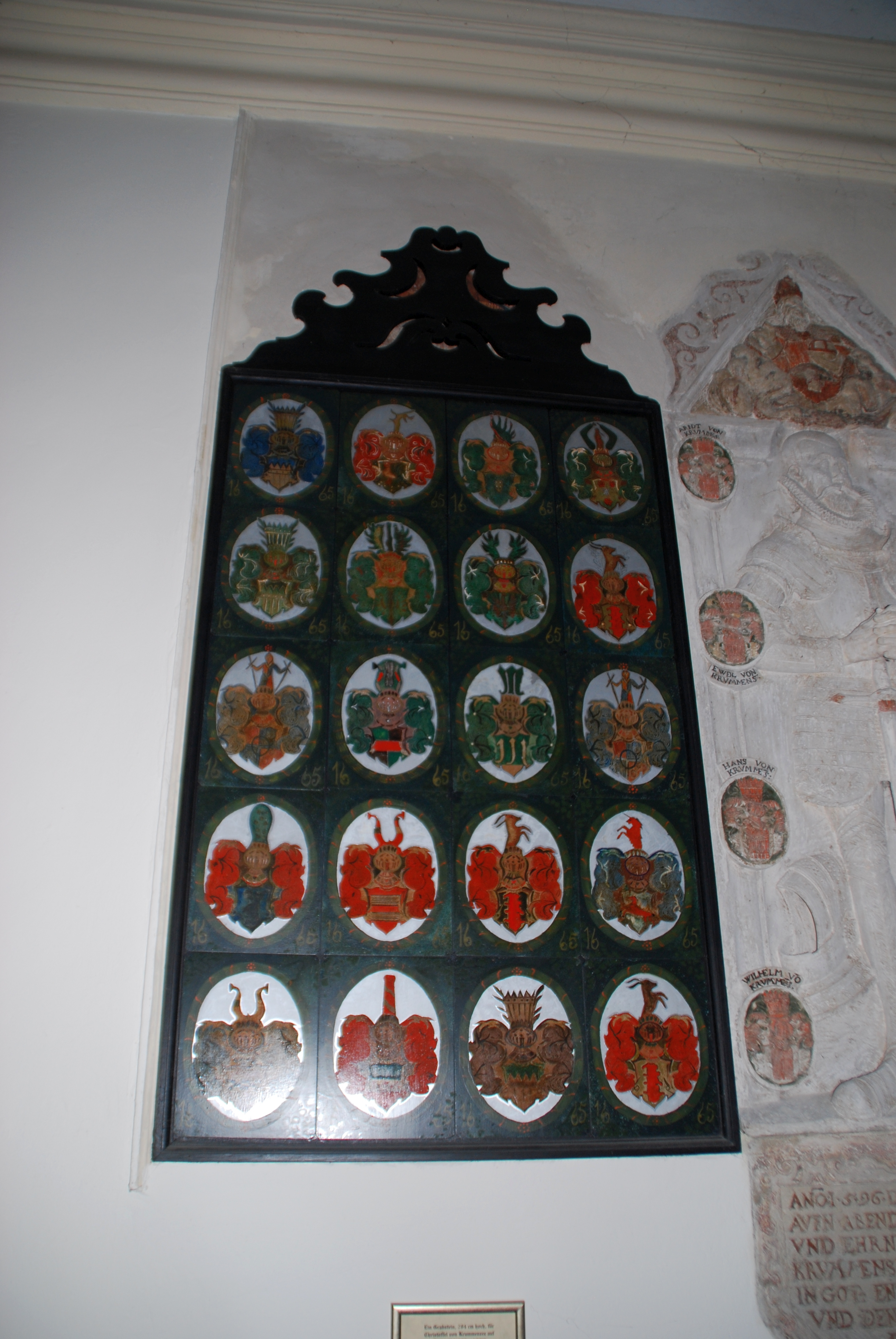
Ahnentafel von Heinrich Wilhelm von Krummensee aus dem Jahr 1665 in der Schlosskirche Schöneiche

Im Jahr 1527 vermacht Hans von Krummensee zu Altlandsberg Katharina Bellin, seiner „ehelichenn Hausfrawen“, das Dorf Schöneiche mit Haus, Hof und Schäferei als Leibgedinge. Ebenfalls in diesem Jahr wird Cristoff Krummensee im Codex diplomaticus brandenburgensis urkundlich erwähnt: „Cristoff krumensehe, cristoffs seligen son, hat seine lehen nach todt seins vaters Entpfangen vnd gesworn, vnd Ebel krumensehe von wegen arnnd, seins vaters, der gesambten handt an gutern, do er sie von alters gehabt, volg gethan.“ Zwei Jahre später, 1529, erfolgt dort eine erneute Erwähnung „Caspar Krumensehe fur sich vnnd seine vnmundigen Bruder Jung Hanns vnd Joachim hat ir veterlich Lehen entpfangen, doch sollen die Bruder noch sweren, vnd die vetter haben die gesambte hant volge gethan. Acum am Donrstag nach conuersionis Petri, anno XXIX.“ Zeitgleich belehnt Kurfürst Joachim I. das Rittergeschlecht derer von Krummensee mit dem Dorf Schöneiche. Dort errichten sich die Krummenseer einen Rittersitz. Auch das Nachbardorf Kleinschönebeck ist den Krummensees abgabenpflichtig.
Im Jahre 1535 wird in Riedels Codex festgehalten, dass „Hans Krummensehe der Junger hat sein lehnspflicht auch gethan. Actum Coln, am Mitwoch nach Oculi, anno XXXV“ Im Jahre 1539 stirbt Anna von Krummensee, gefolgt von Georg von Krummensee 1541 und Joachim von Krummensee im Jahre 1548. Um 1550 wird die Burg in Altlandsberg zu einem Schloss umgebaut. 1555 vererbt Anna Schubolz den Ort Hellersdorf an ihren Enkel von Krummensee, dieser wird später von der Familie von Krummensee an die Herren von Holtzendorf zu Cöthen und Sydow verkauft. Nach dem Tod von Ebel (1582), Otto (1584) und Wilhelm (1585) von Krummensee werden im Jahre 1586 Krummensee, Wegendorf und Hirschfelde wegen Verschuldung für 30000 Taler verkauft. Christoffel von Krummensee und Katarina von Krummensee, geborene Mörner, die Frau von Hans Krummensee sterben 1596, Hans von Krummensee verkauft anschließend, im Jahre 1602, sein Gut Blumberg sowie die Güter Dahlwitz, Eiche und Helmsdorf an den kurfürstlichen Kanzler Hans von Löben.
Am 24. März 1609 stirbt Sophie von Krummensee, geborene von Ribbeck, Ehefrau von Joachim von Krummensee, Herr auf Altlandsberg und Dahlwitz, und wird am 20. April 1609 in Altlandsberg beigesetzt. 1610 wird die Belehnung der Krummensees (Hans von Krummensee und sein Bruder Hartwich von Krummensee) durch Kurfürst Johann Sigismund erneuert. Im Jahr 1613 stirbt Elisabeth von Krummensee, geborene Ihlow, und im selben Jahr kauft die Familie Hellersdorf zurück, um es 5 Jahre später erneut zu veräußern. 1617 erweitert Joachim von Krummensee, Erbsasse auf Altlandsberg und Dahlwitz, den Besitz, in dem er Land von seiner verwitweten Schwester Katharina von Röbel aufkauft, darunter auch der Ort Eggersdorf.
Am 2. September 1619 gibt Joachim von Krummensee unter anderem den Eggersdorfer Lehnsbesitz an Joachim von Röbel (1585–1641) für das Gut Krummensee pp. in Zahlung, welcher als des verstorbenen Moritz August von Röbels Sohn auf Krummensee saß. Das alte Familienstammgut Krummensee war 1586 aus Not an die Röbel verkauft worden. Kleinschönebeck wird am 21. Dezember 1643 für 3947 Taler verkauft. Im Zuge des Dreißigjährigen Krieges verarmt das Geschlecht der Krummensees und verliert seinen Besitz. Anna von Krummensee geborene von der Osten, Witwe von Joachim von Krummensee, Herr auf Altlandsberg und Dahlwitz, stirbt am 4. August 1648 und wird am 25. November 1651 im Erbbegräbnis zu Altlandsberg beigesetzt.
1656 (1651?) verkaufen die Krummensees unter anderem Altlandsberg und Krummensee an Otto I. von Schwerin. 1690 verkauft Hans Adam von Krummensee († 1708) das Gut Schöneiche gegen Wiederkauf auf 25 Jahre an Maria Ludomilla von Kupffer, die Ehefrau von Christian Dietrich von Röbel, „Churfürstl. Sächs. Hochbestallter Obrist-Lieutenant, Herr auf Hohen Schönhausen“ für die Summe von 7500 Talern. 1699 wird dem von Röbel für 600 Taler auch das erbliche Lehnsrecht überlassen. Mit Karl Ägidius Ludwig von Krummensee, zuvor bei der Churmärkischen Kriegs- und Domainen-Kammer-Justiz-Deputation tätig, gestorben 1827 als Kanonikus zu Sankt Nikolai in Magdeburg, stirbt das Geschlecht der Krummensee aus.

## Familienmitglieder
- Marquard von Krummensee († 1412), Dompropst zu Brandenburg
- Joachim Ernst Sigismund von Krummensee (1656–1724), preußischer Generalmajor

## Wappen
Der blaue Schild zeigt einen aus fünf silbernen Balken oder Palisaden zusammengefügten Zaun. Der Helm, mit blau silbernen Decken, ist gekrönt, darauf die Schildfigur.
Ein anderes Wappen zeigt fünf Speere nebeneinander, etwas spitz unten zusammengesetzt und von zwei Speeren oder Spindelhacken quer überdeckt.